# John Herschel

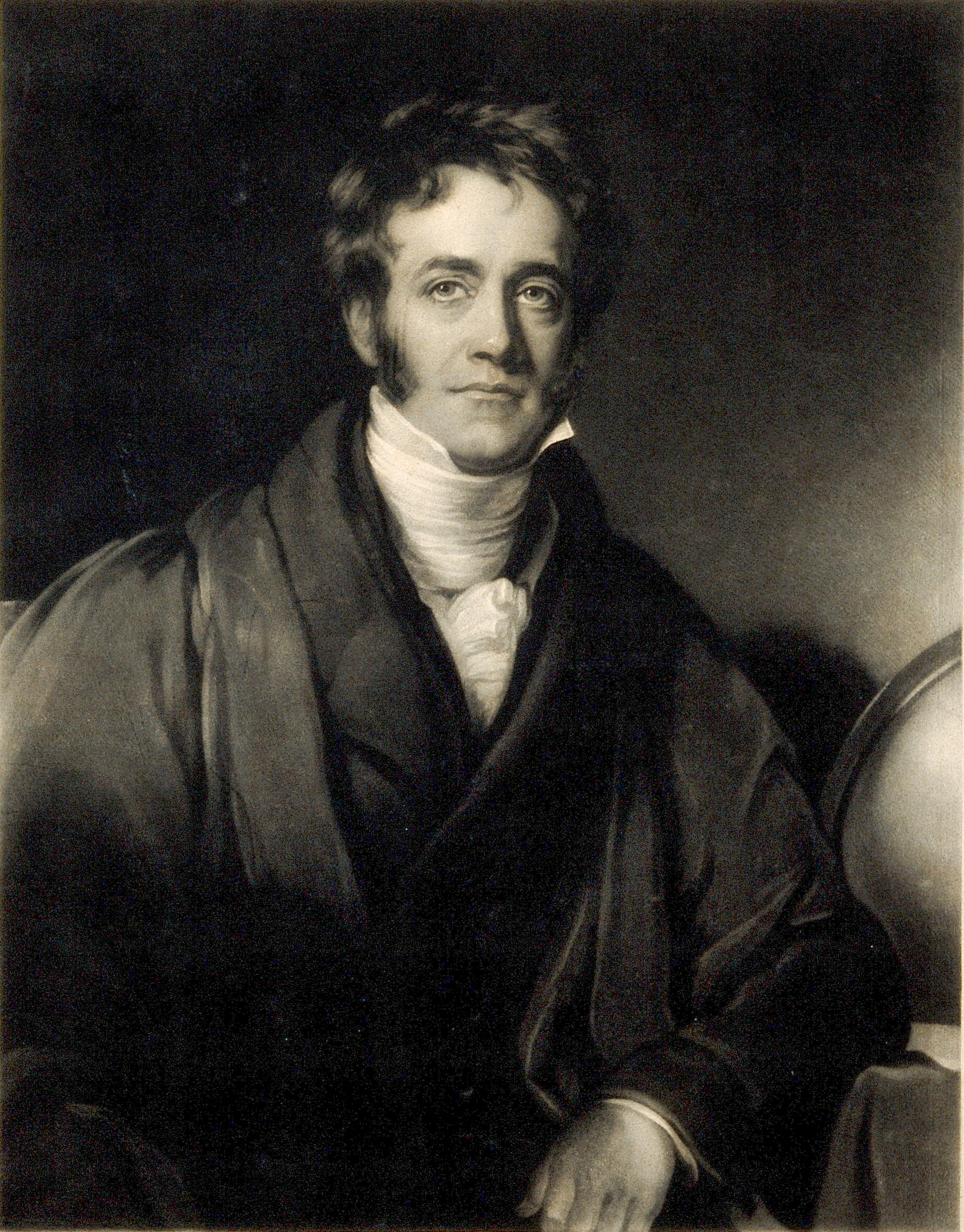
John Herschel, Mezzotinto von W. Ward, 1835, nach H. W. Pickersgill

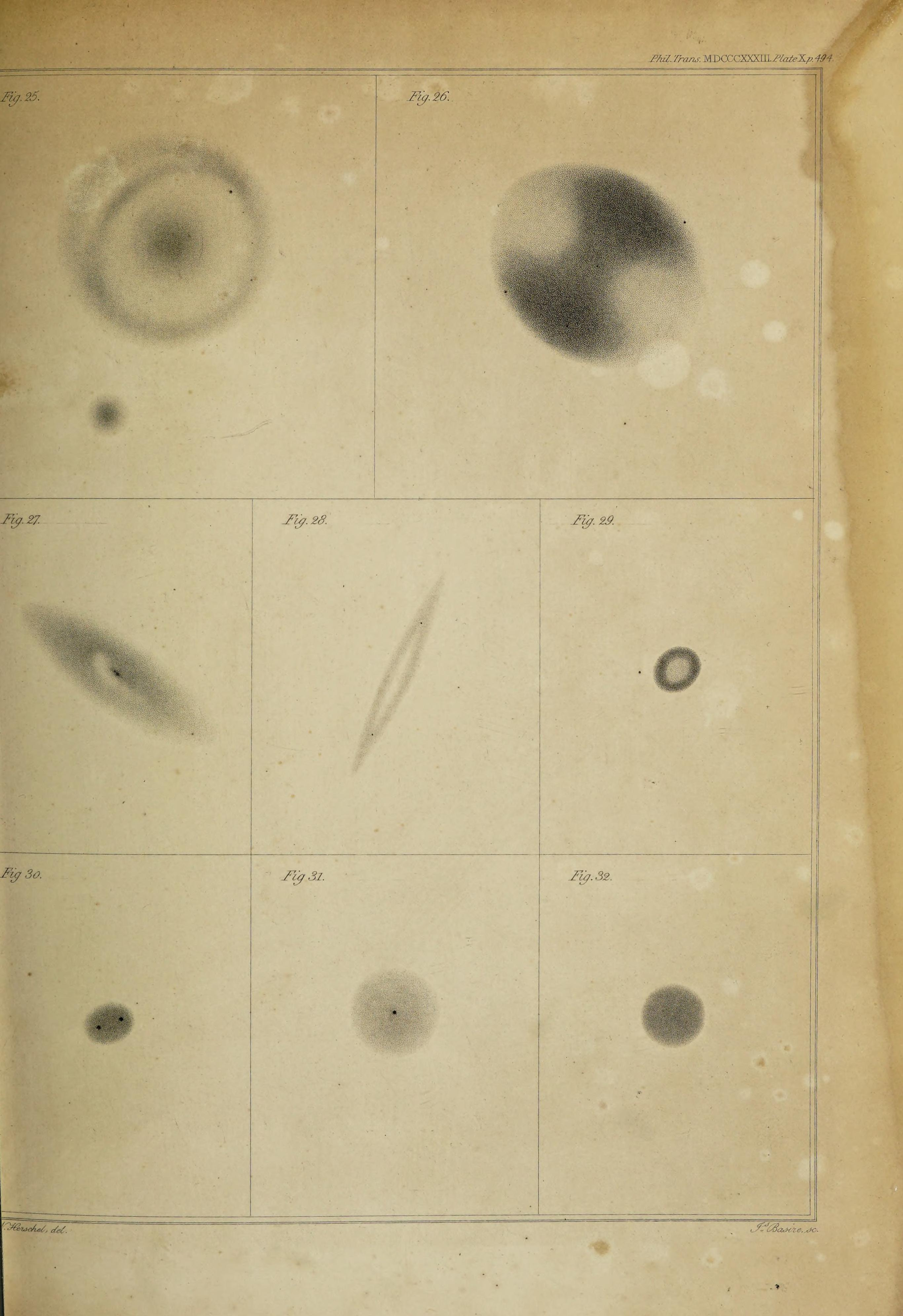
Illustrationen zum Hantelnebel aus „Observations of Nebulae and Clusters of Stars, Made at Slough, with a Twenty-Feet Reflector, between the Years 1825 and 1833“ in Philosophical Transactions of the Royal Society, London, 1833

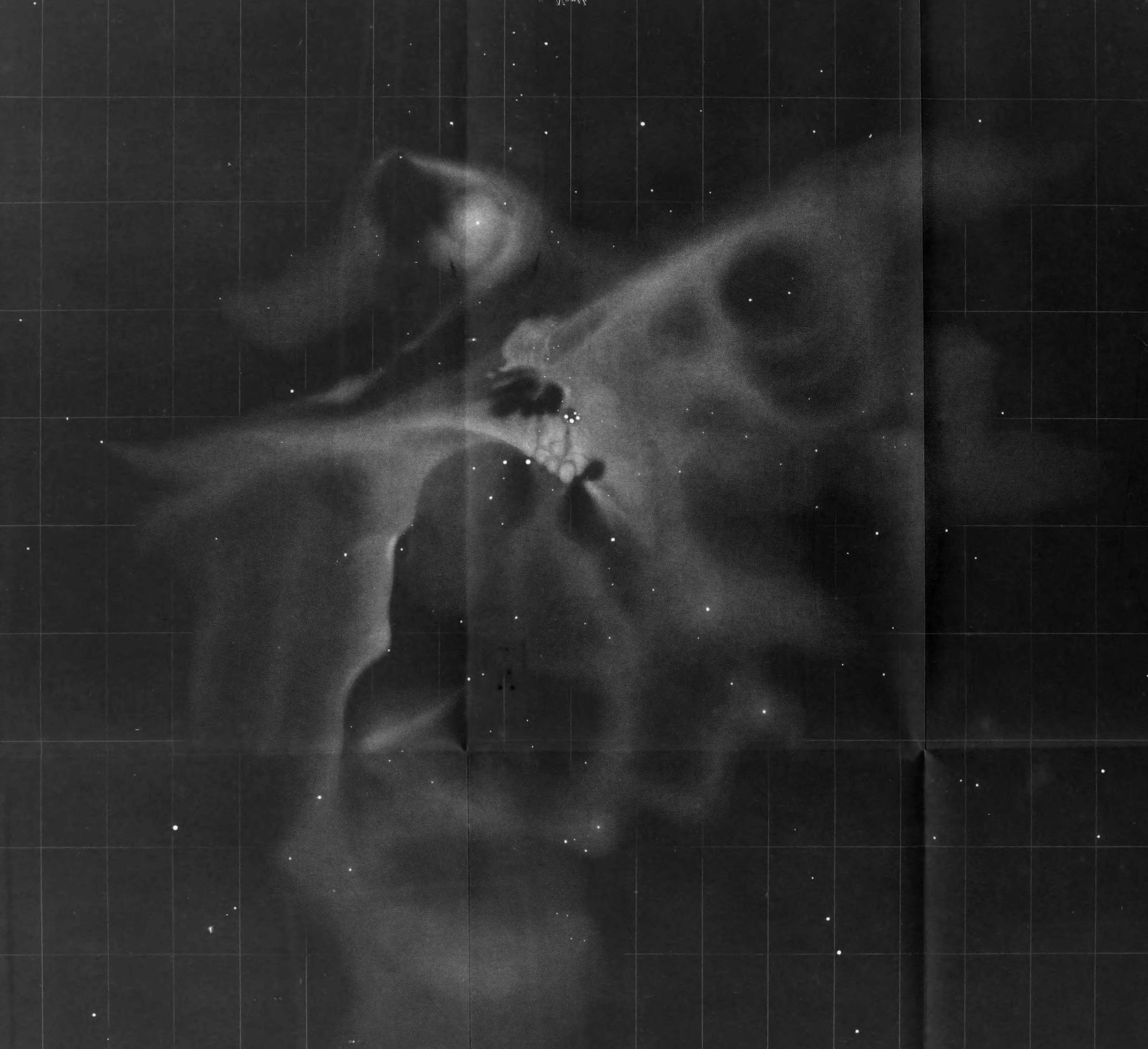
„Der Große Nebel im Schwertgriff des Orion, wie durch den 20-Fuss-Reflektor in Feldhausen beobachtet.“ Teil der astronomischen Beobachtungen der Jahre 1834–1838, der die 1825 begonnene „teleskopische Übersicht der gesamten Oberfläche des sichtbaren Himmels“ vervollständigte.

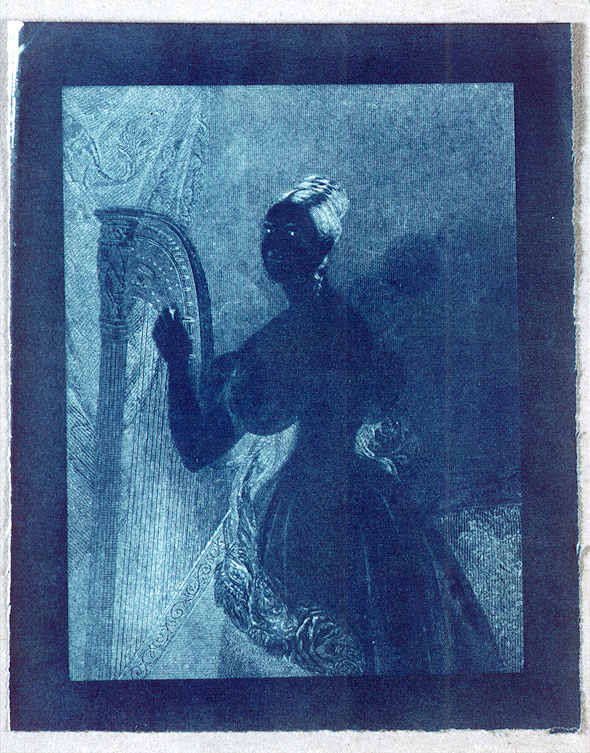
Lady with a Harp, Cyanotypie Herschels nach einer unbekannten Lithografie, 1842

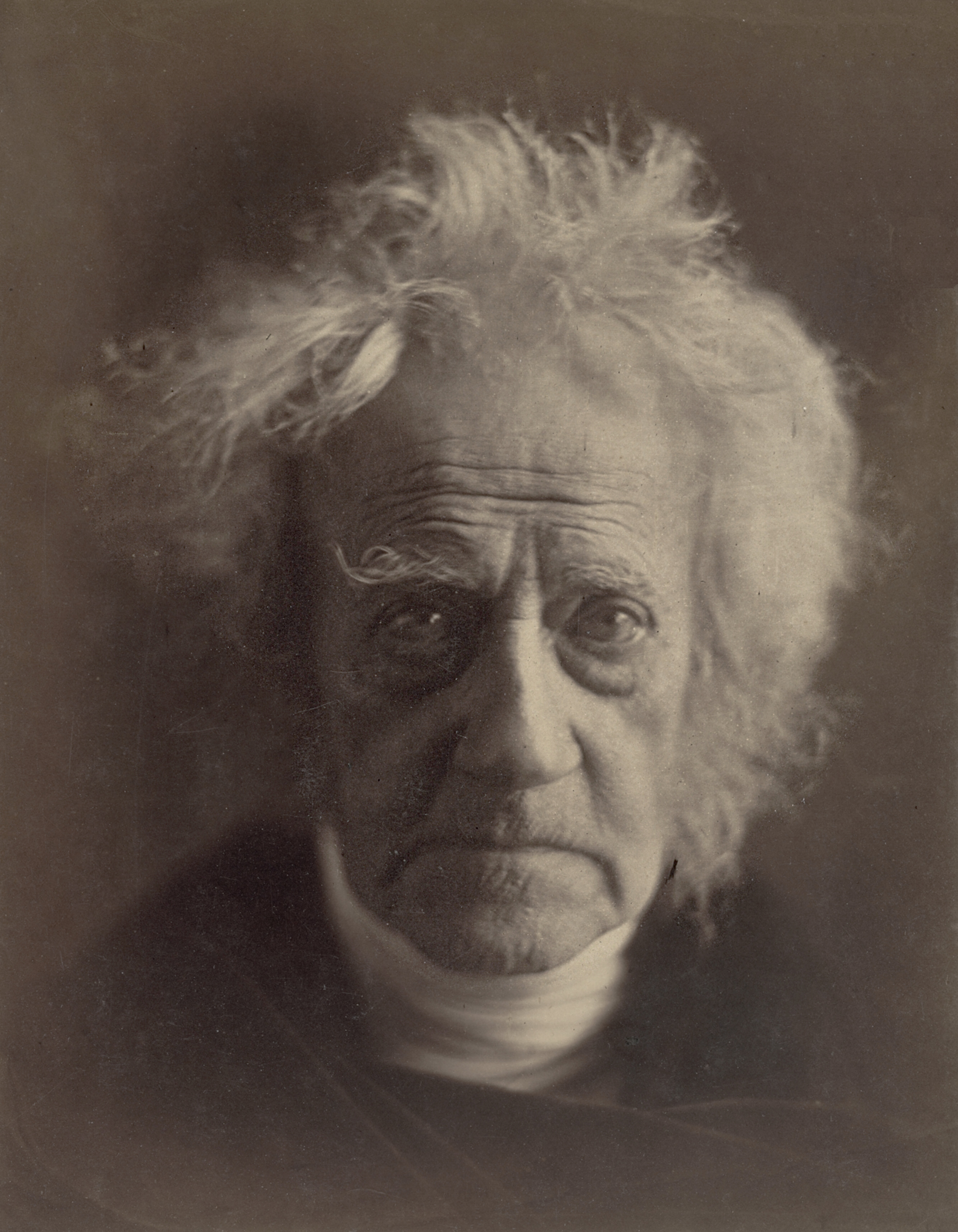
John Herschel, Porträt Julia Margaret Camerons vom April 1867

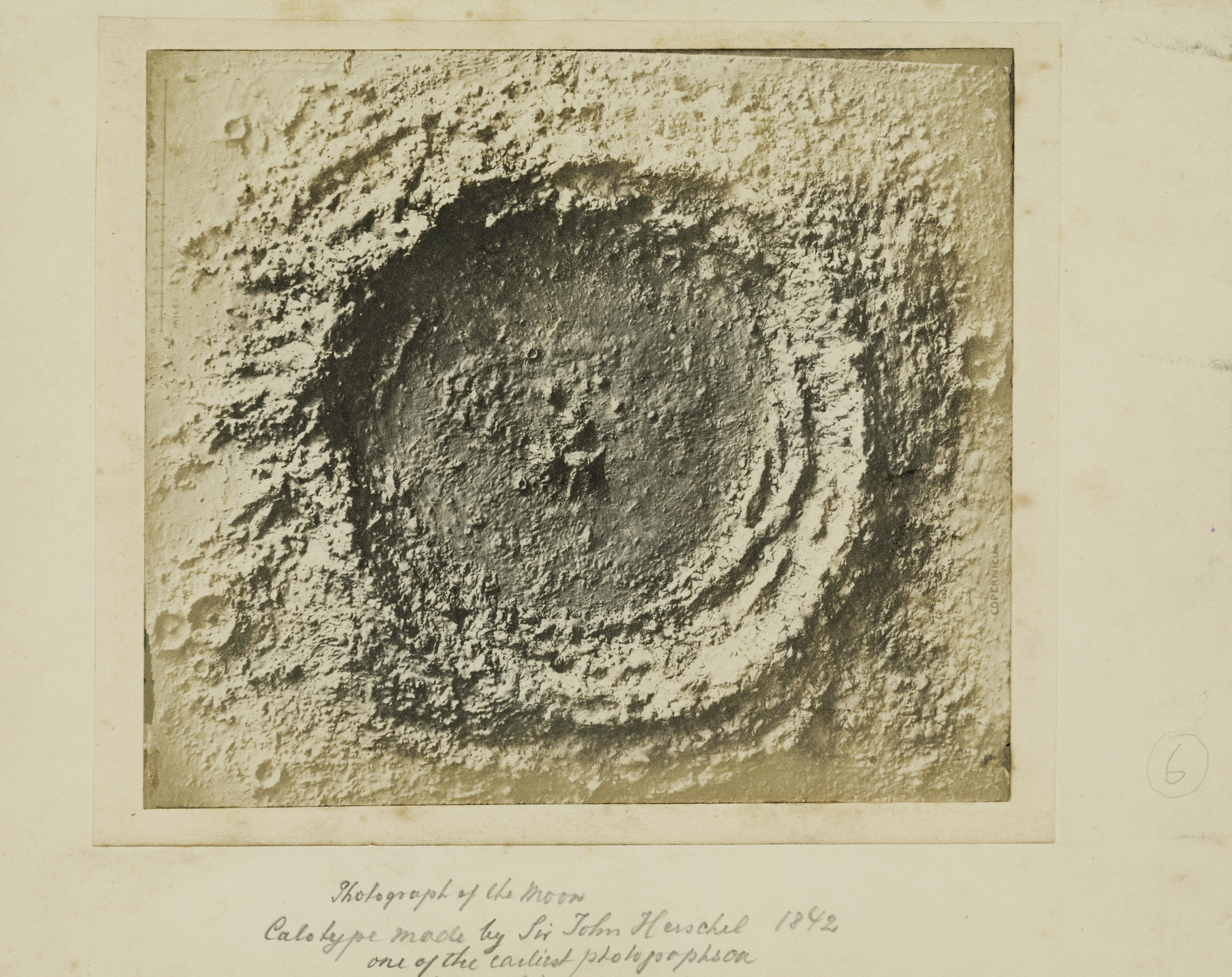
Modell des Mondkraters Kopernikus, 1842. Detailfotografien der Mondoberfläche waren zu dieser Zeit noch unmöglich

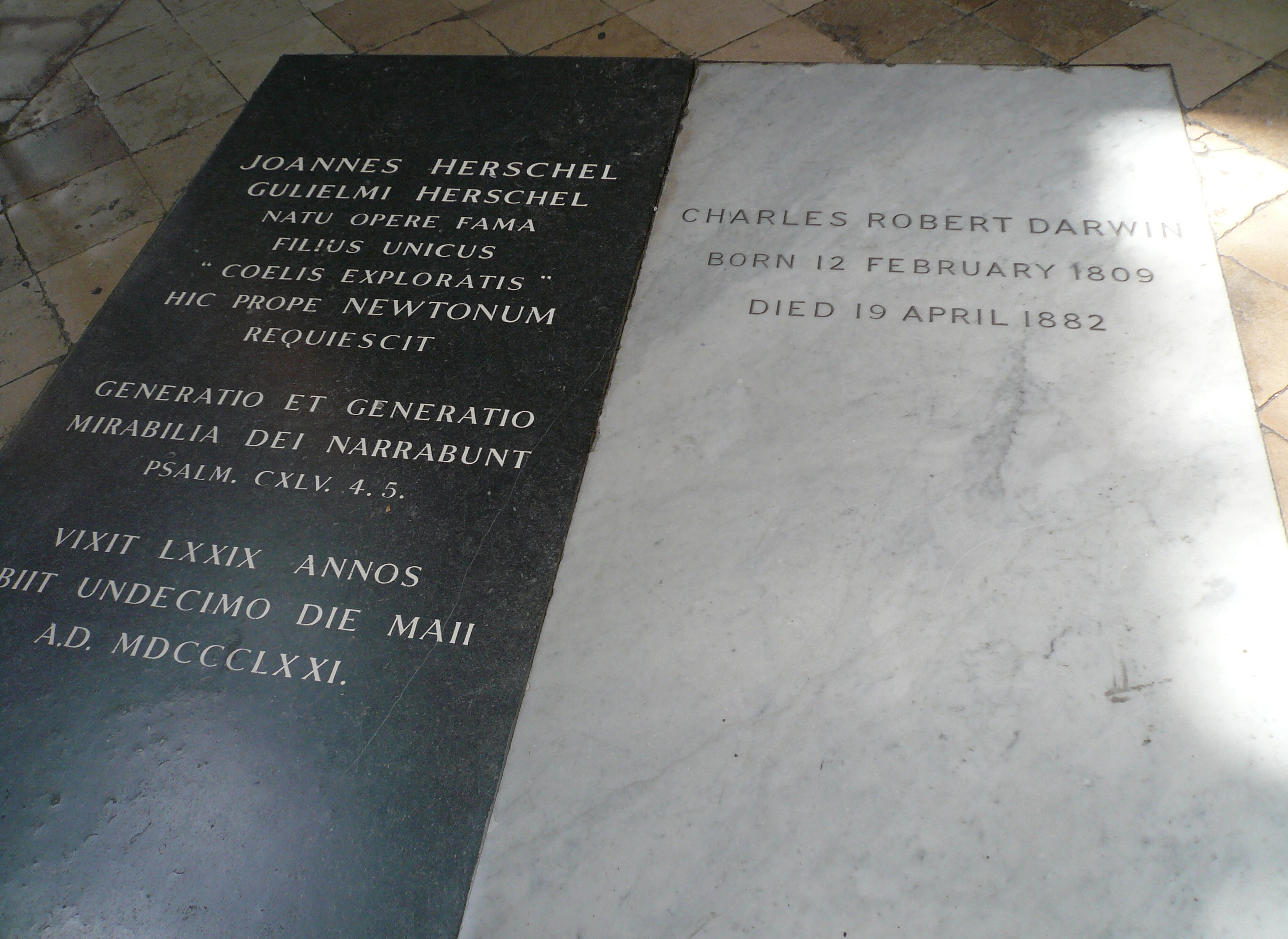
Gräber von Sir John Herschel und Charles Darwin in der Westminster Abbey (2014)

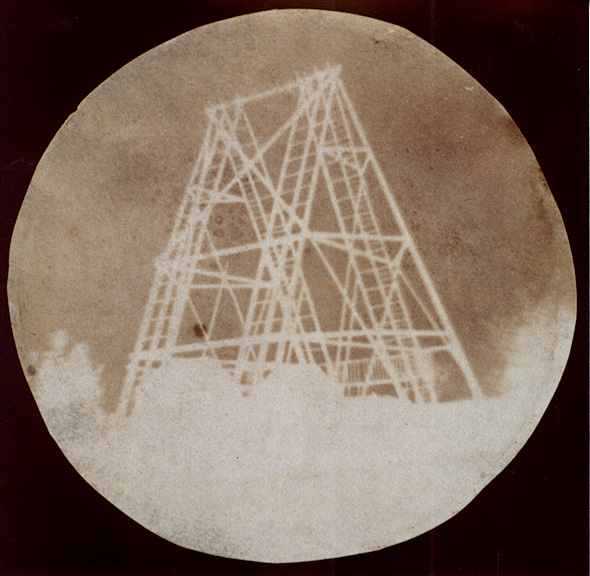
Die erste Fotografie auf Glas, 1839, zeigt das Teleskop seines Vaters in Slough, nahe London (Science Museum London)

John Frederick William Herschel, 1. Baronet (* 7. März 1792 in Slough; † 11. Mai 1871 in Hawkhurst, Kent) war ein britischer Astronom und Sohn des Uranus-Entdeckers Wilhelm Herschel. Auf ihn gehen die ersten Doppelstern- und Nebelkataloge des Südsternhimmels zurück, die er während eines fünfjährigen Aufenthalts bei Kapstadt beobachtete. Daneben war er wesentlich an der frühen Entwicklung der Fotografie beteiligt und erfand die Cyanotypie (Blaupause).

## Leben und Wirken
Herschel war der Sohn des aus Hannover stammenden Wilhelm Herschel und Neffe der Astronomin und Musikerin Caroline Herschel. Zunächst wurde er Jurist, wandte sich später wie sein Vater der Astronomie zu und übernahm dessen große Sternwarte im südenglischen Slough.
Seit seinem Studium an der University of Cambridge war Herschel mit Charles Babbage befreundet. Mit ihm zusammen gründete er schon während seines Studiums in Cambridge unter der Leitung von Robert Woodhouse die Analytical Society. Am 12. Januar 1820 gehörte Herschel zu den 14 Gründungsmitgliedern der Astronomical Society of London.
Nachdem er den Katalog seines Vaters über den nördlichen Himmel ergänzt und vervollständigt hatte, kam er im Januar 1834, zehn Tage nach Thomas Maclear, in Kapstadt an und erwarb das Gut Feldhausen (einst Veldhuyzen) im heutigen Vorort Claremont, wo er sein Teleskop errichtete, um dort den Südhimmel zu kartieren.
John Herschel entdeckte unter anderem, dass die Magellanschen Wolken keine Nebel sind, sondern aus Myriaden von Sternen bestehen. Es entstanden neben weiteren Veröffentlichungen elf Kataloge von Doppelsternen, und ein Katalog von 5079 Nebeln und Sternhaufen wurde 1864 veröffentlicht. Ein Katalog von 10.300 Doppel- und Mehrfachsternen erschien posthum 1874. Herschel führte auch das Julianische Datum in die Astronomie ein.
Er hatte 12 Kinder, darunter auch William James Herschel, einen Miterfinder der Daktyloskopie.
Von 1850 bis 1855 war er Master der Royal Mint.
Herschel wurde nach einem Staatsakt in der Westminster Abbey neben den Gräbern von Charles Darwin und Sir Isaac Newton beerdigt.

## Fotografie
Herschel prägte die Begriffe „Photographie“, „Positiv“ und „Negativ“. Er war mit David Brewster und William Henry Fox Talbot befreundet und bewog letzteren, an der Weiterentwicklung der Fotografie zu arbeiten. Herschel entdeckte eine Möglichkeit, Silbersalze nach dem Entwickeln an weiterer Reaktion zu hindern, indem diese fixiert werden. Seine Vielseitigkeit beweist auch die Anwendung der Lichtempfindlichkeit bestimmter Eisensalze zu damals neuen fotografischen Verfahren. Das von ihm 1839 erstmals beschriebene Dunkelfeldprinzip ermöglichte unter anderem die kollodiumbasierten Direktpositive der Ambrotypie und Ferrotypie.
1842 entdeckte er den fotografischen Prozess zum Belichten von Papierbildern auf der Basis von kolloidalem Gold, den er Chrysotypie (chryso, griechisch, „Gold“) nannte, dessen Lichtempfindlichkeit er selbst im Vergleich zur Kalotypie jedoch bemängelte. Ein weiteres von ihm entwickeltes, aber unfruchtbares Verfahren war etwa die Anthotypie (antho, griechisch, „Blume“, 1842), bei der die Emulsion aus Blütenfarbstoffen gebildet wurde, nach einer Entwicklung von mehreren Stunden bis hin zu fünf Wochen jedoch nur ein instabiles Bild lieferte. Heute erlebt sie im experimentell-künstlerischen Bereich eine Renaissance. Die Amphitypie (amphi, griechisch, „beide“, 1844) konnte sowohl ein Negativ wie ein Positiv erzeugen, die Belichtungszeit dauerte zwischen einer halben bis zu sechs Stunden. (Den Namen hatte Talbot vorgeschlagen, verwendete die Bezeichnung jedoch später für eine andere eigene Entwicklung.)
Trotz seines maßgeblichen Beitrags zur Fotografie war das einzige von ihm gefundene fotografische Verfahren, das zu einer praktischen Anwendung fand, ein simples Kontaktkopierverfahren, die Cyanotypie (cyano, griechisch, „blau“). Hier wird ein Negativ auf ein mit einer Emulsion aus Ferriammoniumcitrat und Kaliumferricyanid beschichteten Papier bei Tageslicht auskopiert und nur mit einem Wasserbad fixiert. Das Ergebnis ist ein rein blaues Bild, dessen Eisensalze nicht auf, sondern im Papierfilz liegen. Das Bild kann verblassen, kann sich im Dunkeln jedoch wieder regenerieren. Auch eine direktpositive Variante entwickelte er mit sogar verkürzter Belichtungszeit.

## Der „Große Mondschwindel“
Am 28. August 1835 erschien in der New Yorker Tageszeitung The Sun ein Artikel über eine angeblich von Herschel durchgeführte Mondbeobachtung, bei der er menschliche Wesen mit Flügeln gesehen habe. Durch Recherchen anderer Journalisten kam jedoch heraus, dass dieser Artikel ohne Wissen von Herschel entstand und falsch war.

## Ehrungen
Am 27. Mai 1813 wurde Herschel als Mitglied („Fellow“) in die Royal Society gewählt, die ihm 1821 und 1847 die Copley-Medaille sowie 1833, 1836 und 1840 die Royal Medal verlieh. Von 1824 bis 1827 war er deren Sekretär und agierte 1827–1829, 1838–1840, 1847–1848 und 1851–1852 als Vizepräsident. 1823 hielt Herschel die Baker-Vorlesung.
Seit 1826 war er Mitglied der Académie royale de Bruxelles sowie seit Dezember dieses Jahres Ehrenmitglied der Russischen Akademie der Wissenschaften in St. Petersburg. 1830 wurde er korrespondierendes Mitglied der Académie des sciences in Paris (seit 1855 associé étranger). 1832 wurde er in die American Academy of Arts and Sciences gewählt sowie Ehrenmitglied (Honorary Fellow) der Royal Society of Edinburgh. Im Jahr 1854 wurde er zum Mitglied der American Philosophical Society und 1857 der Leopoldina gewählt.
Er wurde 1831 als Ritter in den Guelphen-Orden aufgenommen. Am 17. Juli 1838 wurde ihm der erbliche Adelstitel eines Baronet, of Slough in the County of Buckingham, verliehen. Am 31. Mai 1842 wurde er als ausländisches Mitglied in den preußischen Orden pour le Mérite für Wissenschaft und Künste aufgenommen.
Die Herschelinsel in der kanadischen Beaufortsee ist nach ihm benannt, ebenso der Ort Herschel in Südafrika sowie der Mount Herschel in der Antarktis und der Mondkrater J. Herschel. Auch die Pflanzengattungen Herschelia T.E.Bowdich aus der Familie der Nachtschattengewächse (Solanaceae) und Herschelianthe Rauschert aus der Familie der Orchideen sind nach ihm benannt.

## Schriften (Auswahl)
Bücher
- A collection of examples of the applications of the calculus of finite differences. Cambridge 1820 (Digitalisat).
- Preliminary discourse on the study of natural philosophy. London 1830 (Digitalisat).
  - Neuauflage als Teil der The Cabinet Cyclopaedia. London 1833 (Digitalisat).
  - Neue Auflage, London 1851  (Digitalisat).
- A Treatise on Astronomy. London 1830. 
  - Neuauflage als Teil der The Cabinet Cyclopaedia. London 1833 (Digitalisat).
  - Die Lehren der Astronomie für Gebildete fasslich dargestellt. Claß, Heilbronn / Leipzig 1838 (Digitalisat, Digitalisat) – mit Anmerkungen von Friedrich Bernhard Gottfried Nicolai.
- Results of astronomical observations made during the years 1834, 5, 6, 7, 8, at the Cape of Good Hope; being the completion of a telescopic survey of the whole surface of the visible heavens, commenced in 1825. London 1847 (Digitalisat).
- Outlines of astronomy. London 1849 (Digitalisat).
  - 2. Auflage, London 1849 (Digitalisat).
  - Neue Auflage, London 1893 (Digitalisat).
- Essays from the Edinburgh and Quarterly Reviews, with addresses and other pieces. London 1857 (Digitalisat).
- Familiar lectures on scientific subjects. London / New York 1866 (Digitalisat).

Zeitschriftenbeiträge
- On a remarkable application of Cotes’s theorem. In: Philosophical Transactions. Band 103, 1813, S. 8–26 (doi:10.1098/rstl.1813.0005, JSTOR:107384).
- The Bakerian Lecture. On certain motions produced in fluid conductors when transmitting the electric current. In: Philosophical Transactions. Band 114, 1824, S. 162–196 (doi:10.1098/rstl.1824.0011, JSTOR:107710).
- Observations of nebulae and clusters of stars, made at Slough, with a twenty-feet reflector, between the years 1825 and 1833. In: Philosophical Transactions. Band 123, 1833, S. 359–505 (doi:10.1098/rstl.1833.0021, JSTOR:108003).
- On the action of the rays of the solar spectrum on vegetable colours, and on some new photographic processes. In: Philosophical Transactions. Band 132, 1842, S. 181–214 (doi:10.1098/rstl.1842.0013, JSTOR:108152).
- [Biographical notice of Professor Bessel.] In: Monthly Notices of the Royal Astronomical Society. Band 7, 1847, S. 199–214 (PDF).
  - = A brief notice of the life, researches and discoveries of Friedrich Wilhelm Bessel. Barclay, London 1847 (Digitalisat).
- Catalogue of nebulae and clusters of stars. In: Philosophical Transactions. Band 154, 1864, S. 1–137 (doi:10.1098/rstl.1864.0001, JSTOR:108864).